# Halieutopsis tumifrons
Halieutopsis tumifrons är en fiskart som beskrevs av Garman, 1899. Halieutopsis tumifrons ingår i släktet Halieutopsis och familjen Ogcocephalidae. IUCN kategoriserar arten globalt som otillräckligt studerad. Inga underarter finns listade i Catalogue of Life.